# 10350 Spallanzani
10350 Spallanzani là một tiểu hành tinh vành đai chính với chu kỳ quỹ đạo là 1564.6794817 ngày (4.28 năm).
Nó được phát hiện ngày 26 tháng 7 năm 1992.